# Prvenstvo BLP 1920-1921
Il Prvenstvo Beogradskog loptičkog podsaveza 1920./21., in cirillico Првенство Београдског лоптичког подсавеза 1920./21., (it. "Campionato della sottofederazione calcistica di Belgrado 1920-21") fu la seconda edizione del campionato organizzato dalla Beogradski loptački podsavez (BLP).
Questo campionato compare anche nell'elenco dei campionati di calcio non ufficiali della Serbia, infatti il vincitore della BLP può essere considerato il campione non ufficiale della Serbia nel periodo dal 1920 al 1922, dato che, in questo triennio, i club di altre città non hanno potuto competere con quelli di Belgrado.
Il torneo fu vinto dal BSK Belgrado, al suo secondo titolo nella BLP.

## Prima classe

### Classifica
|                   | Pos. | Squadra             | Pt | G | V | N | P | GF | GS | QR    |
| ----------------- | ---- | ------------------- | -- | - | - | - | - | -- | -- | ----- |
|                   | 1.   | BSK Belgrado        | 14 | 9 | 6 | 2 | 1 | 29 | 9  | 3,222 |
|                   | 2.   | Jugoslavija         | 14 | 9 | 7 | 0 | 2 | 21 | 7  | 3,000 |
|                   | 3.   | BUSK Belgrado       | 7  | 9 | 3 | 1 | 5 | 10 | 16 | 0,625 |
|                   | 4.   | Vardar Belgrado     | 7  | 9 | 3 | 1 | 5 | 7  | 12 | 0,583 |
|                   | 5.   | Konkordija Belgrado | 4  | 5 | 2 | 0 | 3 | 7  | 12 | 0,583 |
|                   | 6.   | Soko Belgrado       | 4  | 9 | 2 | 0 | 7 | 9  | 27 | 0,333 |
| Fonte: exyufudbal |      |                     |    |   |   |   |   |    |    |       |

Legenda:
      Campione di Belgrado e della Serbia.
  Partecipa agli spareggi.
      Retrocessa in seconda classe.
Note:
Due punti a vittoria, uno a pareggio, zero a sconfitta.

### Risultati
Parte autunnale:
12.09.1920. Soko – Vardar 1–2
19.09.1920. BUSK – Soko 1–0
03.10.1920. BUSK – Vardar 1–0
10.10.1920. Jugoslavija – Soko 5–1
17.10.1920. Jugoslavija – Vardar 3–0, BSK – BUSK 4–1
Il BSK è stato punito con una sospensione fino al 1º novembre perché ha consentito a tre giocatori, che erano stati squalificati per un anno, di giocare. Dopodiché, la sospensione è stata revocata.
24.10.1920. BSK – Jugoslavija 2–0
31.10.1920. Jugoslavija – BUSK 2–0
Parte primaverile:
Dopo il girone autunnale, il Konkordija era il campione della seconda classe, quindi, secondo le regole, fu incluso nel girone primaverile del 1921 della prima classe. Ciò accadde perché lal BLP istituì una nuova divisione di classe nel febbraio 1921.
13.03.1921. Soko – BSK 3–2, Jugoslavija – Konkordija 3–1
20.03.1921. BSK – BUSK 5–0, Jugoslavija – Vardar 2–0
27.03.1921. Vardar – Konkordija 1–0, Soko – BUSK 2–0
03.04.1921. BSK – Konkordija 2–2, Jugoslavija – Soko 3–0
10.04.1921. BSK – Vardar 0–0, Konkordija – BUSK 3–2
17.04.1921. Konkordija – Soko 2–1, Vardar – BUSK 2–0,
07.05.1921. BSK – Jugoslavija 3–1
08.05.1921. Soko – Vardar 2–1
29.05.1921. Jugoslavija – BUSK 2–0

## Classi inferiori

### II/A razred
```
Srpski mač e Omladina non hanno disputato il girone d'andata (vinto dal Konkordija ed ammesso al girone di ritorno della prima classe), ma si sono uniti alla competizione nel ritorno ed è per questo che hanno meno partite.
[
4
]
```

|                    | Pos. | Squadra           | Pt | G | V | N | P | GF | GS | QR    |
| ------------------ | ---- | ----------------- | -- | - | - | - | - | -- | -- | ----- |
|                    | 1.   | Slavija Belgrado  | 10 | 6 | 5 | 0 | 1 | 10 | 4  | 2,500 |
|                    | 2.   | Uskok Belgrado    | 8  | 6 | 4 | 0 | 2 | 9  | 6  | 1,500 |
|                    | 3.   | Srpski mač        | 6  | 4 | 3 | 0 | 1 | 8  | 5  | 1,600 |
|                    | 4.   | Omladina Belgrado | 2  | 4 | 1 | 0 | 3 | 5  | 6  | 0,833 |
|                    | 5.   | Dušanovac         | 0  | 6 | 0 | 0 | 6 | 2  | 13 | 0,153 |
| Fonte: fudbalvrsac |      |                   |    |   |   |   |   |    |    |       |

### II/B razred
```
Partecipanti: Jadran, Brđanin, Srbija e Kosmaj
```

## Provincia

### Banatska župa
```
Vengono disputate una fase autunnale ed una primaverile, ambedue vinte dall'
Obilić
. Le altre partecipanti sono Vašaš (Veliki Bečkerek), Viktorija (Veliki Bečkerek), ŽSE, ŽTK, Švebiše (Žombolj), DSK (Debeljača), KAC (Velika Kikinda).
```

### Autunno 1920

#### Župa I
```
Primo turno    
Vojvodina
 - 
NAK Novi Sad
                    2-0
               ZNSK Zemun - ZAŠK Zemun                     0-0    0-1
               
PSK Pančevo
 - RSK Ruma                      non disputata
Secondo turno  
PSK Pančevo
 - ZAŠK Zemun                    3-2
               
Građanski Zemun
 - RSK Ruma                  0-0
Terzo turno    
Vojvodina
 - 
PSK Pančevo
                     risultato sconosciuto
               
NAK Novi Sad
 - ZAŠK Zemun                   risultato sconosciuto
```

#### Župa II
```
Primo turno    Zora Bijeljina - Podrinje Bijeljina         0-5
               
Jedinstvo Brčko
 - Sloga Brčko               0-2
               
Građanski S.Mitrovica
 - Srpski S.Mitrovica  5-0
               Sloga Šabac - Srpski mač Valjevo            risultato sconosciuto
Secondo turno  Podrinje Bijeljina - Sloga Brčko            5-0
               Zora Bijeljina - 
Jedinstvo Brčko
            risultato sconosciuto
```

#### Župa III
```
Primo turno    Jedinstvo Vranje - 
Moravac Leskovac
         risultato sconosciuto
               Jug Bogdan Prokuplje - 
Zlatibor Užice
       risultato sconosciuto
               
Šumadija Kragujevac
 - PSK Požarevac         risultato sconosciuto
```

### Primavera 1921

#### Zemun
```
   Squadra                         G   V   N   P   GF  GS  Q.Reti  Pti
1  
Građanski Zemun
                 2   1   1   0   2   1   2,000   3
2  ZAŠK Zemun                      2   1   1   0   5   3   1,667   3
3  Hakoah Zemun                    2   0   0   2   2   5   0,400   0
```

#### Bijeljina
```
   Squadra                         G   V   N   P   GF  GS  Q.Reti  Pti
1  Podrinje Bijeljina              2   1   0   1   7   7   1,000   2	
2  Zora Bijeljina                  2   1   0   1   7   7   1,000   2	
3  Građanski Bijeljina             2   1   0   1   3   3   1,000   2	
```

#### Sremska Mitrovica
```
Građanski S.Mitrovica
 - Srpski S.Mitrovica 15-0
```